# Психологическая драма
Психологическая драма, также известная как тёмная драма, связанная с психодрамой — поджанр драмы, в котором особое внимание уделяется психологическим элементам человека. Поджанр часто пересекается с такими жанрами, как криминал, фэнтези, черная комедия и научная фантастика и связан с такими жанрам, как психологические ужасы и психологический триллер. Психологические драмы используют элементы этих жанров, чтобы сосредоточиться на психологическом состоянии человека. Психологические драмы исследуют такие тематические элементы, как отказ, переходный возраст, дениализм, искажённые последовательности, дисфункциональные отношения, сексуальность человека, психические расстройства, эмоциональная лабильность, странное поведение, психологическое насилие, социальные проблемы и другие психологические проблемы, которые каждый узнаёт, когда занимается ими в реальности.

## Примечательные примеры

### Фильмы

#### Ранние примеры
Самые ранние примеры психологической драмы «Шёпот хора» (1918) и «Жадность» (1924). Другие ранние примеры:
- Лучшие годы нашей жизни (1946)[8]
- Смерть коммивояжёра (1951)[9]
- Джонни Белинда (1948)[10]
- Место под солнцем (1951)[11]
- Змеиная яма (1948)[12]
- Трамвай «Желание» (1951)[13]

#### Современные примеры
- 1960-е — Лолита (1962)[14]
- 1970-е — Пролетая над гнездом кукушки (1975)[15], Таксист (1976)[16], Эквус (1977)[17]
- 1980-е — Обыкновенные люди (1980)[18], Девятая конфигурация (1980)[19], Пинк Флойд: Стена (1982)[20][21], Выбор Софи (1982)[22][23]
- 1990-е — Небесные создания (1994)[24][25], Блеск (1996)[26], Умница Уилл Хантинг (1997)[27] , Шоу Трумана (1998)[28], С широко закрытыми глазами (1999)[29][30], Бойцовский клуб (1999)[31]
- 2000-е — Реквием по мечте (2000), Игры разума (2001), Часы (2002)[32], Слон (2003)[22][33], Харви Крампет (2003)[34][35], Как малые дети (2004)[22], Останься (2005)[36], Приколисты (2009)[37], Мэри и Макс (2009)[38][39]
- 2010-е — Остров проклятых (2010), Стыд (2011)[40],  Запрещённый приём (2011)[41], Апаризон (2012)[42], Грязь (2013), Omoide no Marnie (2014)[43], Одержимость (2014)[44][22], Всё, что я вижу, это ты (2016)[45]
- 2020-е — Отец (2020)[46], Наездница (2020)[47], Нитрам (2021)[48], Спенсер (2021)[49], Власть пса (2021)[50][51][52], Не смотрите наверх (2021)[53], Блондинка (2022), Кит (2022)

### Видеоигры
- To the Moon (2011)[54]
- Irrational (2019)[55]
- Rainswept (2019)[56]
- Memories Of East Coast (2021)[57]

### Аниме и манга
- Форма голоса[58]
- Akagi[59]
- Chicago[60]
- The Flowers of Evil[61]
- Himizu[62]
- Евангелион[63]
- Rascal Does Not Dream of Bunny Girl Senpai[64]
- Scum’s Wish[65][66]
- The Tatami Galaxy[67]
- Welcome to the N.H.K. [68]
- Wonder Egg Priority[69]

### Другое
- Литература — The Winter Wives[англ.] (2021)[70][71], роман Saint X[англ.][72]
- Театральная пьеса — The Chinese Lady[73]